# Vila d'Este
Vila d'Este é uma grande urbanização com 17 mil habitantes. localizada na freguesia de Vilar de Andorinho, concelho de Vila Nova de Gaia, Portugal.
Vila d'Este foi construída entre 1976 e 1982, à margem da A1, na tentativa de responder à enorme procura de habitação a preços económicos nesta zona do Grande Porto. A urbanização conta com um total de 109 edifícios distribuídos por 18 blocos, com 2 085 habitações e 76 espaços comerciais.
Os dados estatísticos mais recentes indicam que Vila d'Este tem mais residentes do que cerca de oito dezenas de cidades portuguesas, algumas das quais não chegam a ter sequer metade da população residente desta urbanização.
Com o passar dos anos, Vila d'Este foi-se degradando, tanto mais que a qualidade construtiva geral da urbanização deixa muito a desejar. Para promover a reabilitação urbana e paisagística da urbanização, foi criada em 2003 uma associação de proprietários que tem reivindicado uma série de melhorias que, em parte, têm vindo a ser introduzidas.
Um estudo preparado pela Faculdade de Engenharia da Universidade do Porto para a Metro do Porto, apresentado em Dezembro de 2007, recomenda o prolongamento da Linha Amarela do metro da Avenida da República até Vila d'Este.